# Farouk Gaafar
Farouk Gaafar (ar. فاروق فؤاد جعفر; ur. 29 października 1952 w Kairze) – egipski piłkarz grający na pozycji środkowego pomocnika. W swojej karierze rozegrał 62 mecze i strzelił 7 goli w reprezentacji Egiptu.

## Kariera klubowa
Całą swoją karierę Gaafar spędził w klubie Zamalek SC, w którym zadebiutował w 1971 roku i w którym grał do 1988 roku. Wywalczył z nim trzy mistrzostwa Egiptu w sezonach 1977/1978, 1983/1984 i 1987/1988 oraz zdobył cztery Puchary Egiptu w sezonach 1974/1975, 1976/1977, 1978/1979 i 1987/1988 i dwukrotnie Puchar Mistrzów w 1984 i 1986 roku.

## Kariera reprezentacyjna
W reprezentacji Egiptu Gaafar zadebiutował 10 października 1971 roku w zremisowanym 1:1 meczu Igrzysk Śródziemnomorskich 1987 z Jugosławią, rozegranym w Izmirze. W 1974 roku powołano go do kadry Egiptu na Puchar Narodów Afryki 1974. Zagrał w nim w czterech meczach: grupowych z Ugandą (2:1) i z Zambią (3:1), półfinałowym z Zairem (2:3) oraz o 3. miejsce z Kongiem (4:0). Z Egiptem zajął 3. miejsce.
W 1976 roku Gaafar był w kadrze Egiptu na Puchar Narodów Afryki 1976. Na tym turnieju rozegrał pięć meczów: grupowe z Gwineą (1:1), z Ugandą (2:1) i z Etiopią (1:1) oraz w fazie finałowej z Marokiem (1:2) i z Gwineą (2:4). Z Egiptem zajął w nim 4. miejsce. W kadrze narodowej grał do 1981 roku. Wystąpił w niej 62 razy i strzelił 7 goli.